# Joan Freeman
Joan Leslie Freeman (ur. 8 stycznia 1942 w Council Bluffs w stanie Iowa) – amerykańska aktorka. Żona reżysera telewizyjnego Bruce’a Kesslera.
Freeman była dziecięcą aktorką. W pierwszym filmie wystąpiła mając zaledwie siedem lat. W latach 1961 – 1962 wcielała się w postać Elmy Gahrigner w serialu Bus Stop, jednak wkrótce potem dostała role w dwóch popularnych musicalach, z którymi kojarzona jest najbardziej. W 1964 roku zagrała miłość Elvisa Presleya w Wagabundzie (Roustabout), a trzy lata później z Royem Orbisonem wystąpiła w filmie The Fastest Guitar Alive. Aktorka zagrała w licznych serialach telewizyjnych, popularnych w latach pięćdziesiątych, sześćdziesiątych, siedemdziesiątych i osiemdziesiątych; była to m.in. Bonanza czy Quincy. Ostatnią poważną rolę zaliczyła pod koniec pierwszej połowy lat osiemdziesiątych i była to postać pani Jarvis w czwartej części popularnego Piątku, trzynastego.